# 库夫拉陨击坑
库夫拉陨击坑（Kufra）是火星刻布壬尼亚区的一座撞击坑，其中心坐标位于北纬40.7度、西经239.77度处，直径37.5公里，该特征取名自利比亚城镇库夫拉，1979年被国际天文联合会行星系统命名工作组批准接受。
在库夫拉陨击坑坑壁上可看到冲沟 。

## 图集

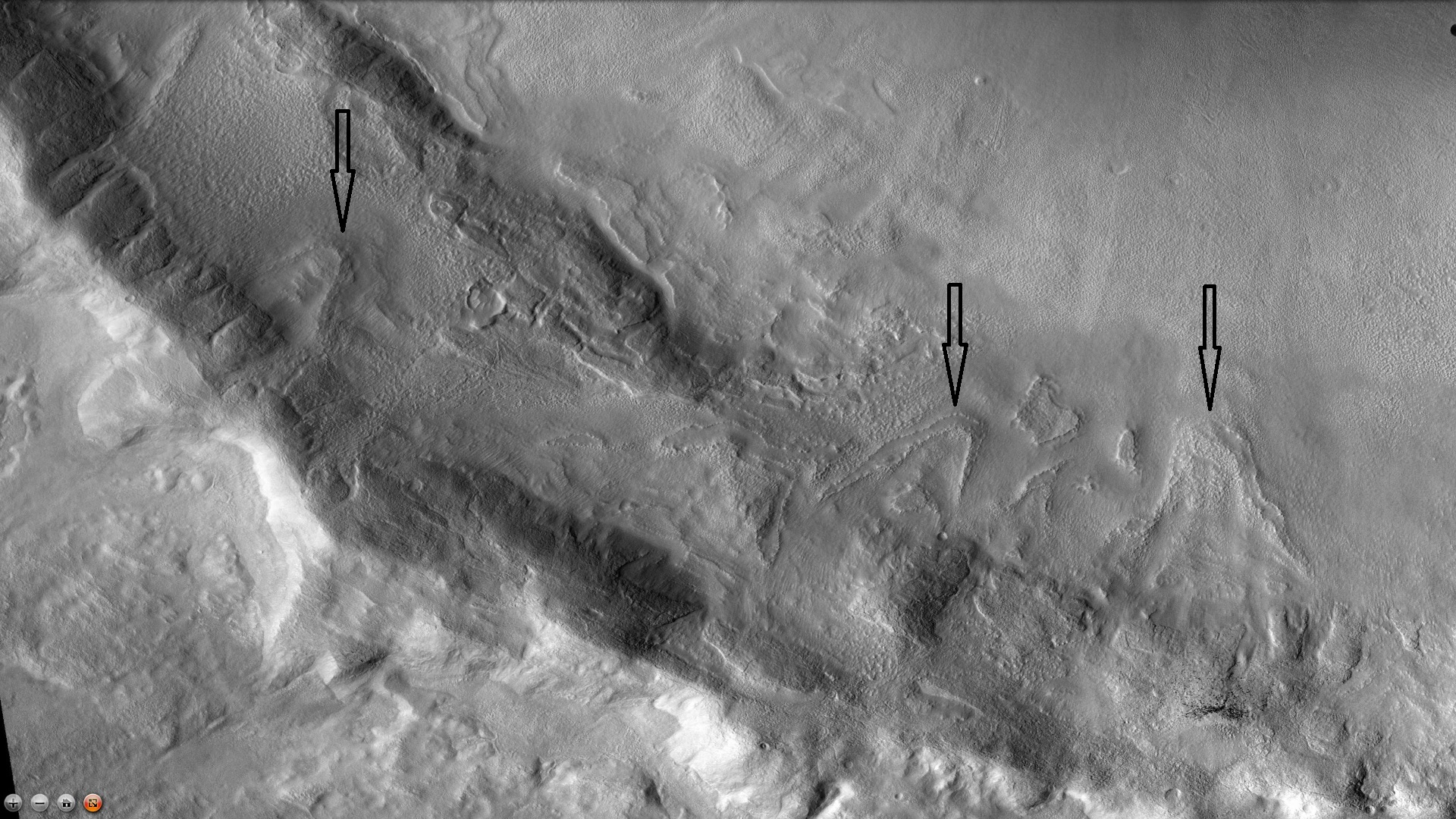
前一照片的放大版，箭头指向古冰川。
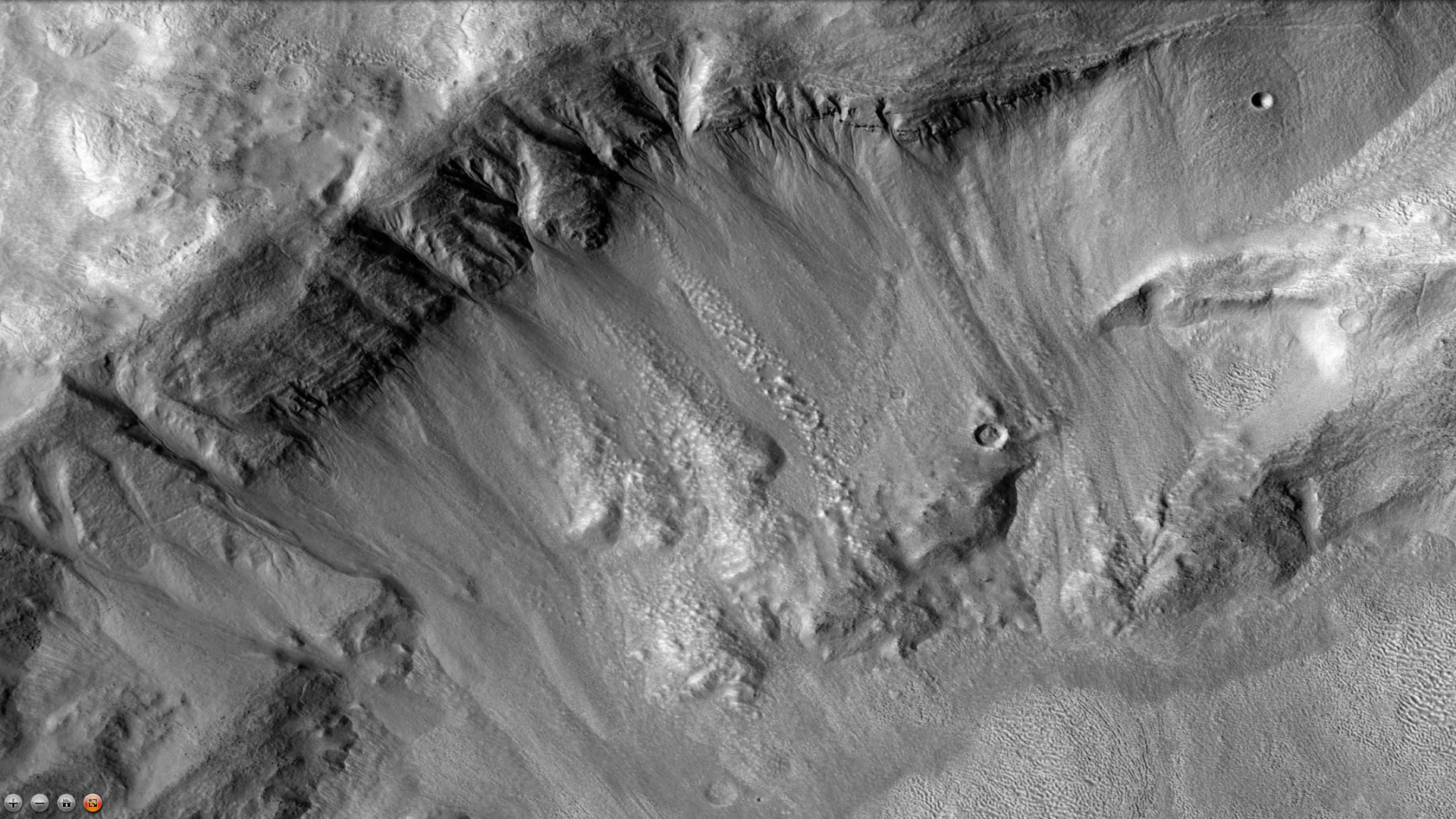
坑壁上的冲沟，注：前一照片的放大版。